# Entropia (Verein)
Der Entropia e. V. wurde am 11. April 1999 aus dem Chaostreff CCC Karlsruhe heraus gegründet. Seit Mitte 1999 ist der Entropia ein eingetragener Verein. Seit 2001 ist der Entropia ein Erfa-Kreis des Chaos Computer Club.
Das größte und bekannteste Projekt des Entropia ist die Gulaschprogrammiernacht, die (mit über 2000 Besuchern) größte jährlich stattfindende Veranstaltung des Chaos Computer Clubs nach dem Chaos Communication Congress (mit Ausnahme der COVID-19-Pandemie).

## Namensherkunft
Der Name des Vereins ist von der Entropie, dem informationstheoretischen Maß der Informationsdichte, abgeleitet.

## Veranstaltungen
Der Entropia richtet jährlich mehrere Veranstaltungen aus. Neben der Gulaschprogrammiernacht im Frühsommer gibt es im Winter die kleinere Glühweinprogrammiernacht. Abgesehen davon unterstützt der Entropia e. V. auch bei einigen der anderen größeren Veranstaltungen im Umfeld des CCC. So wurde zum Beispiel die Telefoninfrastruktur der niederländischen Hacker-Konferenz „May Contain Hackers“ durch das µPOC betrieben, das ein Projekt des Entropia ist.

## Netzpolitisches Engagement
Mitglieder des Entropia e. V. sind regelmäßig als Sachverständige für netzpolitische Themen in Parlamenten auf kommunaler- und Bundesebene aktiv. Auch als Experten für IT-Sicherheit wird der Entropia e. V. von den Medien zu Rate gezogen.
Der Verein stellt regelmäßig anderen Netzpolitischen Gruppierungen wie z. B. dem lokalen Freifunk-Ableger, Freifunk Karlsruhe seine Räumlichkeiten bereit und unterstützt diese in ihrem Tun.

## Kunst und Medientechnologie
Der Entropia e. V. ist auch bei der Förderung von Kunst aktiv. So wurden z. B. die Projekte „Karlsruhe UNESCO city of media arts“ als Teil des Advisory Boards, „Coding da Vinci Baden-Württemberg“ von der Medien- und Filmgesellschaft Baden-Württemberg, „Open Codes“ von dem Zentrum für Kunst und Medien (ZKM) und das Projekt „Continuous“ von Viktor Naimark und Sascha Neroslavsky mit der Unterstützung und Mitwirkung des Entropia e. V. realisiert.